# بيتر لامب
بيتر لامب (بالإنجليزية: Peter Lamb)‏ (6 يونيو 1925 في المملكة المتحدة - ) هو مدرب كرة قدم ولاعب كرة قدم بريطاني في مركز الظهير. لعب مع نادي سلتيك ونادي ألوا أثليتيك وSt Anthony's F.C. ‏.